# Hermann von Kardorff
Hermann von Kardorff († 1677 in Krempe) war ein dänischer Offizier und deutscher Hofbeamter.

## Leben
Kardorff war der Sohn von Joachim von Kardorff und der Margarethe von Levetzow. Abgesehen von einer protestantischen Erziehung ist aus Kardorffs Kindheit und Jugend sehr wenig bekannt.
Noch als Minderjähriger trat Kardorff im Jahr 1622 den Dienst als Page bei Herzog Philipp Julius von Pommern an. Während des Dreißigjährigen Krieges diente er als dänischer Offizier. Nach der Schlacht bei Lutter am Barenberge (1626) verteidigte er die kleine holsteinische Feste Krempe gegen die Tillyschen und Wallensteinschen Truppen. Der Krieg war seiner Karriere förderlich und bereits 1630 wurde Kardorff zum königlich dänischen Oberstleutnant befördert. Er starb 1677 als Kommandant der Feste Krempe.
Anfang September 1642 wurde Kardorff zusammen mit seinem Dienstherrn, dem Herzog Christian Ludwig von Braunschweig und Lüneburg-Celle in die Fruchtbringende Gesellschaft aufgenommen. Fürst Ludwig I. von Anhalt-Köthen vollzog auf seiner großen norddeutschen Reise den Aufnahmeritus. Kardorff wurde der Gesellschaftsname der Schönweiße und das Motto geht andern gleich verliehen. Als Emblem wurde ihm die volle weiße Tausendschön (Anemone nemorosa L.) zugedacht. Im Köthener Gesellschaftsbuch findet sich Kardorffs Eintrag unter der Nummer 387. Hier ist auch das Reimgesetz verzeichnet, welches er anlässlich seiner Aufnahme verfasst hatte:
Die weiße Tausendschön in schöner voller blüht’ 
Auch andern blumen gleich in schöner weiße gehet:
Schönweiß’ ich heiße nun: Ein tugenhaft gemüt
Rein in aufrichtigkeit Schönweis herblühend stehet,
Es kan der nechste wol erkennen seine güt,
Wan mit unreinigkeit es nimmer sich aufblähet:
Doch Gottes gnad’ allein’ es machet rein, schönweis
Fruchtbringend’ ihme giebt den höchsten danck und preis.
Als Hofjunker des Herzogs ist er noch zwischen dem 12. Juli 1643 und dem 7. Januar 1644 nachgewiesen.
In erster Ehe war Kardorff mit Barbara von Datenberg, in zweiter mit Margarethe von Koss verheiratet. Aus dieser zweiten Ehe stammte der Sohn Christoph Friedrich von Kardorff, Gutsherr auf Wöpkendorf (heute Ortsteil von Dettmannsdorf) und anderen.